# Costus acanthocephalus
Costus acanthocephalus är en enhjärtbladig växtart som beskrevs av Karl Moritz Schumann. Costus acanthocephalus ingår i släktet Costus och familjen Costaceae.
Artens utbredningsområde är Sumatera. Inga underarter finns listade.